# George Lambert (peintre anglais)
Pour les articles homonymes, voir George Lambert (homonymie) et Lambert.
George Lambert (1700-1765) est un artiste peintre britannique spécialisé dans le paysage, et qui fut également peintre pour le théâtre.

## Biographie

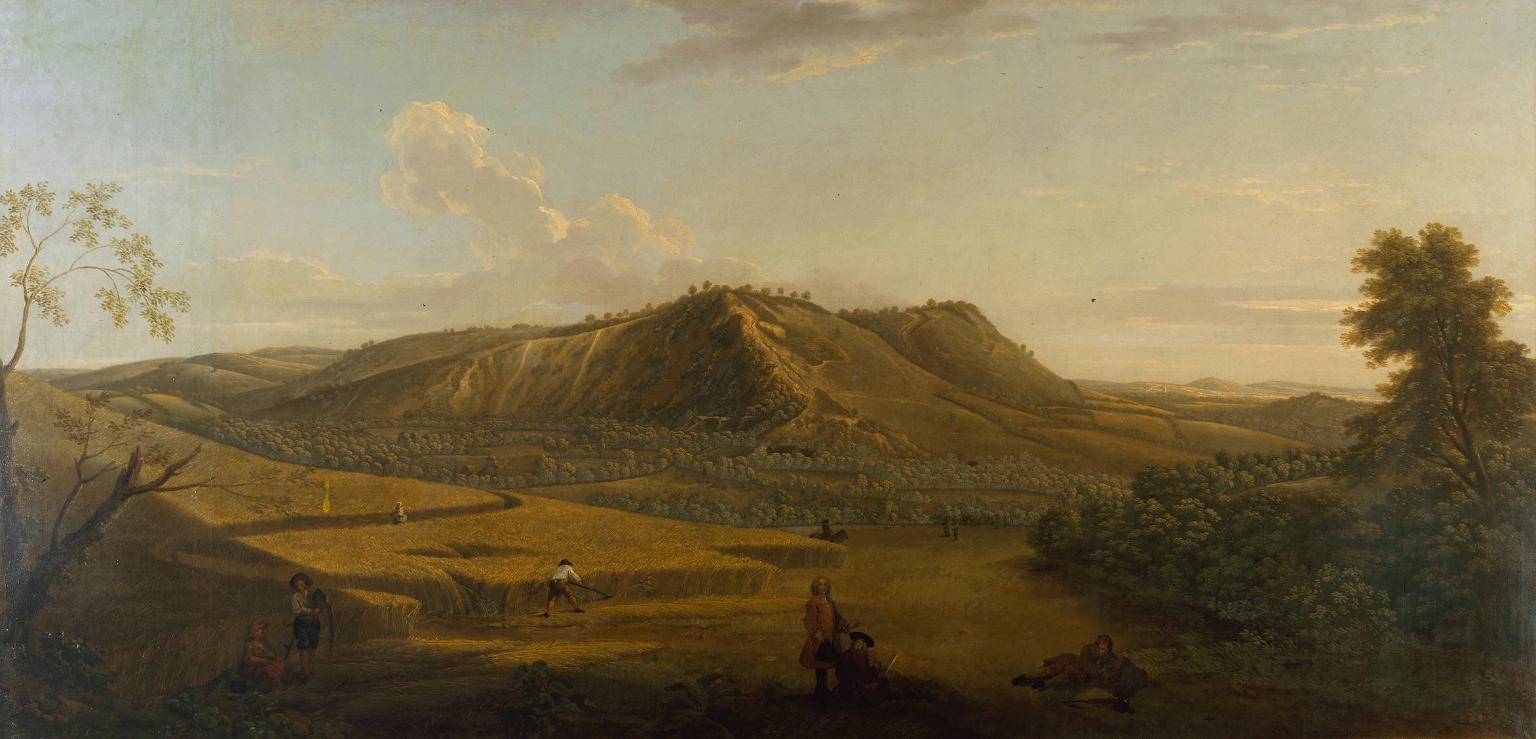
A view of Box Hill, Surrey (1733), Tate Britain.

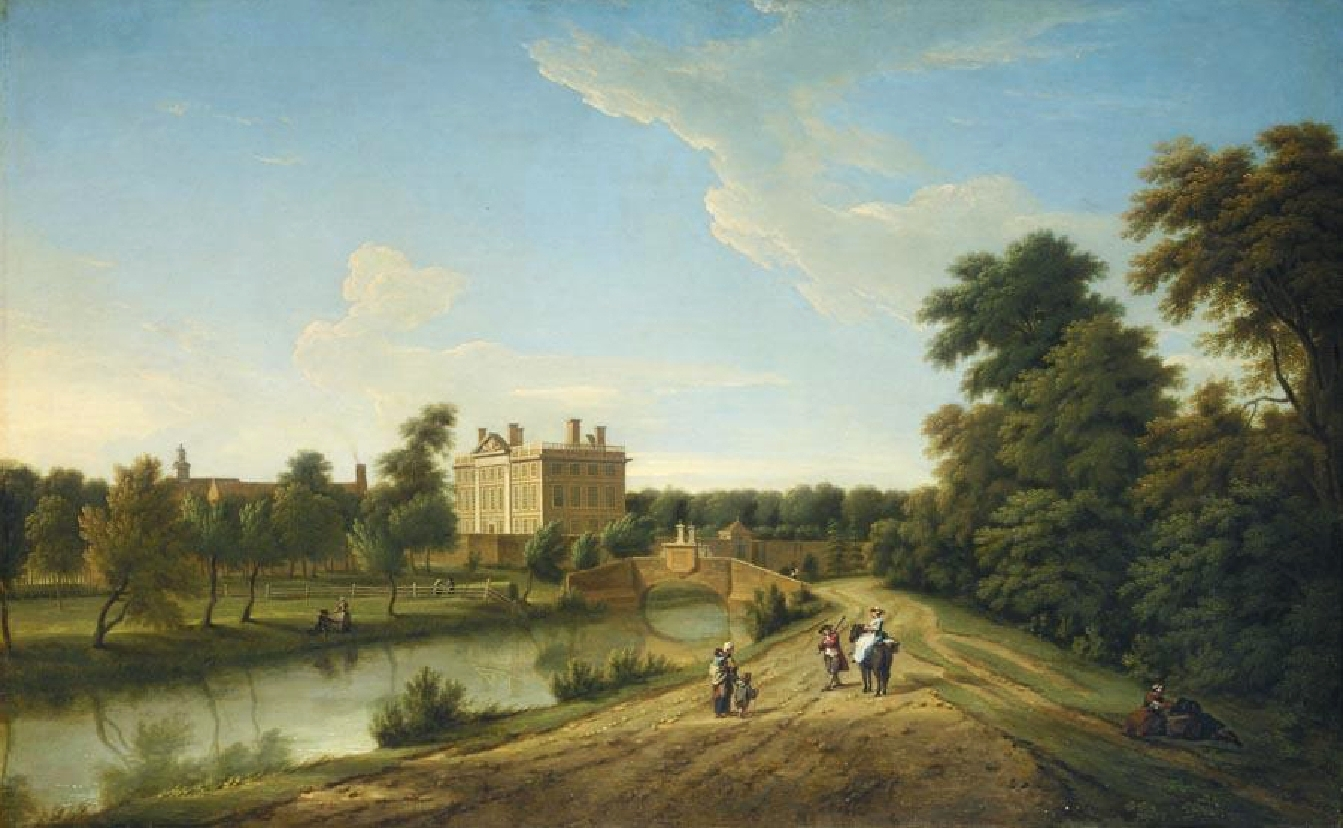
View of Dunton Hall, Lincolnshire (1739).

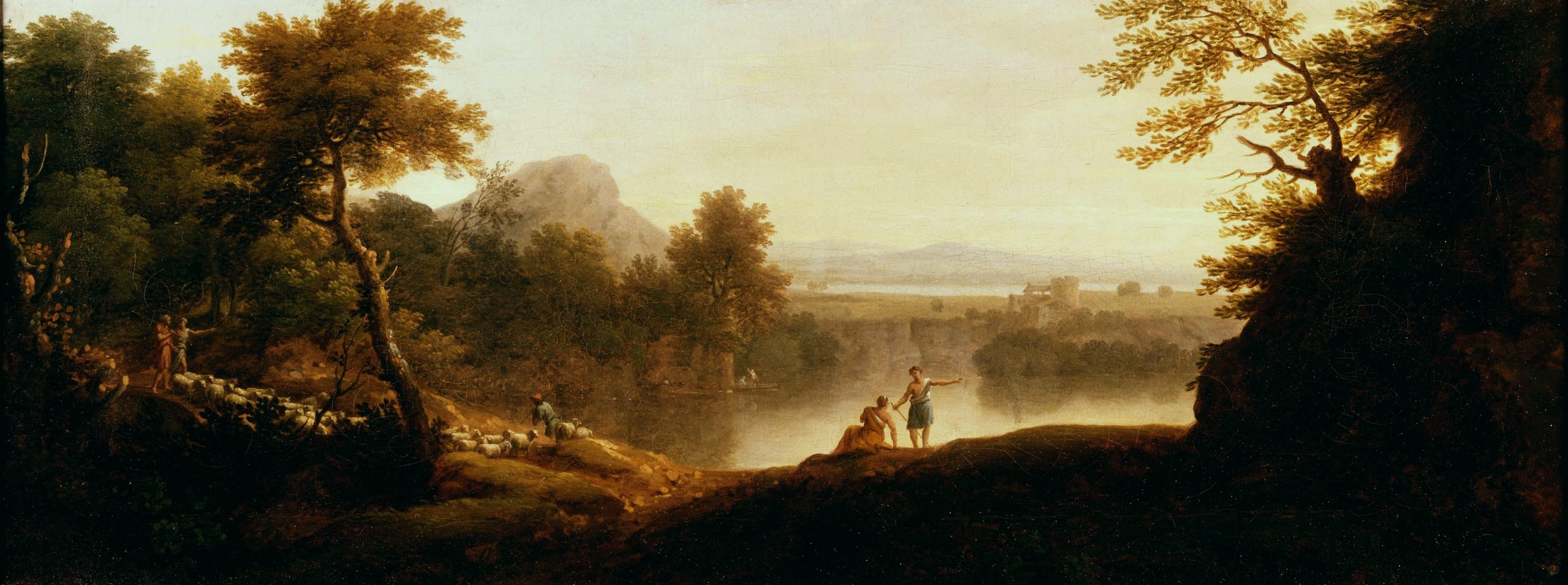
A Pastoral Landscape with Shepherds and their Flocks (1744).

Lambert est né dans le Kent et étudie l'art auprès de Warner Hassells (en) et John Wootton ; il retient bientôt l'attention pour la qualité de ses peintures de paysages. Ses compositions, d'un grand format et d'une certaine finesse, s'inspirent dans un premier temps de celles de Gaspard Dughet et Salvator Rosa. La plupart ont été gravées, des années plus tard, par François Vivarès, James Mason (1710–1785), entre autres, et parmi les pièces produites, on trouve une série de vues de Plymouth et du mont Edgcumbe (originellement peinte avec Samuel Scott), du Château de Saltwood (Kent), de Douvres, enfin du Foundling Hospital de Londres.
Lambert est également réputé pour ses compositions scénographiques : il travaille d'abord pour le théâtre de Lincoln's Inn Fields à Londres, sous la direction du metteur en scène John Rich. Quand celui-ci part pour le Covent Garden Theatre, Lambert devient l'assistant de Jacopo Amigoni, et les deux hommes produisent alors des scénographies d'une exceptionnelle qualité. En 1808, un incendie détruisit la plupart des panneaux peints par Lambert.
D'un tempérament jovial, il co-fonde le Beefsteack Club, une société d'artistes, d'érudits et de collectionneurs, ce qui lui permet de garder un certain train de vie. Lambert y retrouve son ami William Hogarth, avec lequel il va également à la Old Slaughter's Tavern sur St Martin's Lane, un autre de ces gentlemen's club particulièrement actifs en ce temps-là. En 1755, il fait partie du comité d'artistes qui propose de créer à Londres, sur le modèle français, une académie royale des arts. Il devient membre de la Society of Artists en 1760, et expose en leur compagnie l'année suivante puis durant encore trois années ; au cours de la même période, il participe également aux expositions de la St Martin's Lane Academy. En 1765, Lambert et quelques-uns de ses collègues, quittent St Martin pour former l'Incorporated Society of Artists of Great Britain (il s'agit en fait de la même Society of Artists, mais ayant reçu cette fois l'aval du roi), dont il devient le premier président, quelque temps avant sa mort.
Lambert meurt le 30 novembre 1765 chez lui, il résidait sur la place face à Covent Garden.
Lambert grava très peu, on connaît de lui deux pièces d'après Salvator Rosa. En revanche, il s'associe en 1735 avec George Vertue, Hogarth, et le graveur John Pine (en) (1660–1756) pour obtenir une loi devant le Parlement britannique défendant le droit d'auteur afin de protéger leurs travaux, ce qui conduisit à la votation du Engraver Copyright Act la même année.
L'une des toiles les plus célèbres de Lambert est A view of Box Hill, Surrey (1733, 90,8 × 180,4 cm) qui se trouve exposée à la Tate Britain depuis 1951.
Sur le plan critique, Hogarth, son contemporain, le considérait comme aussi puissant que Claude Lorrain, appréciant son traitement de la lumière dans ses paysages. Il est à noter que jamais Lambert ne fit le voyage en Italie, et qu'il peignit des paysages pour son propre plaisir.
Ses élèves sont, entre autres, les peintres John Inigo Richards (1731–1810) et John Collett (1725–1780).
Avec William Bellers, Richard Wilson et Thomas Smith of Derby, Lambert reste l'un des peintres pionniers du paysage dans l'école anglaise de peinture qui s'affirme dès les années 1730.
Au niveau iconographique, il existe un portrait gravé représentant Lambert par John Faber le jeune d'après une toile de John Vanderbank, laquelle date d'avant 1739.